# Compagnie des chemins de fer électriques de Champagne
La compagnie des chemins de fer électriques de Champagne est une ancienne compagnie de chemins de fer créée pour exploiter un réseau secondaire à voie métrique situé à cheval entre les départements de l'Aube et de l'Yonne.
La loi du 6 janvier 1912 liste les six lignes constituant ce réseau :
- Villemaur à Romilly (40 km) ;
- Villemaur à Maraye (16 km) ;
- Troyes à Jeugny et à Maraye (47 km) ;
- Jeugny à Chaource (12 km) ;
- Chaource à Tonnerre (33 km) ;
- Riceys à Tonnerre (46 km).

Ce réseau a été concédé et rétrocédé par la loi du 6 janvier 1912 à MM. Alexandre Giros et Louis Loucheur. Le décret du 30 juillet 1914 approuve la substitution à MM. Giros et Loucheur de la compagnie des chemins de fer électriques de Champagne comme concessionnaire du réseau susmentionné.
La Première Guerre mondiale a entravé la construction du réseau et, malgré les prorogations du délai de forclusion de la déclaration d'utilité publique (décret du 23 décembre 1919, décret du 18 novembre 1924) et la substitution à la traction électrique de la traction à vapeur (décret du 6 novembre 1927), la compagnie n'a pas été en mesure de mettre en service la moindre ligne. La déclaration d'utilité publique étant échue au 24 octobre 1929, une convention, approuvée par décret le 29 mars 1930, vient mettre un terme à la concession accordée par le département de l'Aube pour ce réseau.

## Tracé
Le cahier des charges annexés à la loi déclarant d'utilité publique le réseau définit ainsi le tracé des différentes lignes :

« Le réseau de chemins de fer d'intérêt local qui fait l'objet du présent cahier des charges comprend :
1° La ligne de Villemaur à Romilly, qui partira de la station de Villemaur sur le réseau de l'Est, passera par ou près de Pâlis, Marcilly-le-Hayer, Marigny-le-Châtel, Origny-le-Sec, pour aboutir à la station de Romilly sur le réseau de l'Est.
2° La ligne de Villemaur à Maraye, qui partira du même point que la précédente, passera par ou près d'Aix-en-Othe et Saint-Mards-en-Othe, pour aboutir à proximité de l'agglomération centrale de Maraye.
3° La ligne de Troyes à Jeugny et à Maraye, qui partira de la station de transit à créer à Troyes, faubourg de Preize, passera par ou près de Saint-Germain et Chevillèle, ou elle bifurquera.
La branche Est passera par ou près de Bouilly, Villery, pour abouter à Jeugny, à la station du réseau de l'Est.
La branche Ouest passera par ou près de Laines-aux-Bois, Chennegy, pour se joindre, à Maraye, à la ligne de Villemaur à Maraye.
4° La ligne de Jeugny à Chaource, qui partira de la station de Jeugny du réseau de l'Est, où elle se joindra à la branche Est de la ligne précédente, passera par ou près des Loges-Margueron pour aboutir à proximité de l'agglomération centrale de Chaource.
5° La ligne de Chaource à Tonnerre, qui partira de la station créée à Chaource sur la ligne précédente, passera par ou près de Cussangy, Chesley, Lignières, Dannemoine, pour aboutir à la station de Tonnerre du réseau Paris-Lyon-Méditerranée.
6° La ligne des Riceys à Tonnerre, qui partira de la station des Riceys des chemins de fer départementaux de l'Aube, passera par ou près de Bagneux, Channes, Arthonnay, Cruzy-le-Châtel, Pimelles, Tanlay, pour aboutir au même point que la précédente. »

Ce même cahier des charges précise également le tracé du chemin de fer électrique dans la ville de Troyes :

« … rue de la Paix, boulevard Gambetta, boulevards Carnot et Victor-Hugo (routes nationales nos 19 et 71), rue Pierre-Gillon, rue d'Auxerre (route nationale no 77) … »

## La construction du réseau
Des travaux de plateforme sont réalisés sur toutes les lignes dès juillet 1912. Ils sont abandonnés en août 1914. Un important stock de rail et traverses approvisionné en gare de Villemaur est réquisitionné .